# Крушение теплохода «Дунфанчжисин»
Крушение теплохода «Дунфанчжисин» (кит. упр. 东方之星, пиньинь Dōngfāng zhī xīng, «Звезда Востока») — кораблекрушение, произошедшее 1 июня 2015 года на реке Янцзы во время смерча. Китайский туристический теплоход «Дунфанчжисин», который совершал 11-дневное круизное путешествие из Нанкина в Чунцин, затонул. На теплоходе находились 456 человек, в том числе туристы, 46 членов экипажа и 5 гидов. Корабль затонул в течение двух минут, не подавая сигнал бедствия. Причиной кораблекрушения местные специалисты и выжившие члены экипажа называют смерч.
«Дунфанчжисин» — обычный круизный лайнер длиной 76,5 метра, шириной 11 метров, высотой 18 метров, водоизмещением 2,2 тысячи тонн, мог принять на борт до 534 пассажиров. Был построен в 1994 году и был самым большим по вместительности речным пассажирским теплоходом в мире, принадлежал компании Chongqing Eastern Shipping Corporation.
Проводились поисково-спасательные работы с участием более 110 различных видов судов.
Спасены 12 человек, погибли 442 человека.
Руководители многих государств и правительств прислали правительству Китая свои соболезнования в связи с произошедшей трагедией.